# Senecio montereyanus
Senecio montereyanus là một loài thực vật có hoa trong họ Cúc. Loài này được S.Watson miêu tả khoa học đầu tiên năm 1890.